# Lauren Schmetterling
Pour les articles homonymes, voir Schmetterling.
Lauren Schmetterling, née le 3 août 1988, est une rameuse américaine .

## Palmarès

### Championnats du monde
| Discipline | Chungju 2013 Corée du Sud | Amsterdam 2014 Pays-Bas | Aiguebelette 2015 France |
| ---------- | ------------------------- | ----------------------- | ------------------------ |
| Huit       | Or                        | Or                      | Or                       |